# Cratere Cost
Cost  è un cratere sulla superficie di Marte.